# فلدکریشن بای ماتیگهوفن
فلدکریشن بای ماتیگهوفن (به آلمانی: Feldkirchen bei Mattighofen) یک منطقهٔ مسکونی در اتریش است که در برونو آم این واقع شده‌است. فلدکریشن بای ماتیگهوفن ۳۴٫۶۴ کیلومتر مربع مساحت دارد ۵۰۹ متر بالاتر از سطح دریا واقع شده‌است.